# Terminalul Santa Apolónia din Lisabona
Terminalul pentru vase de croazieră Santa Apolónia (în portugheză Terminal de Cruzeiros de Santa Apolónia) este principalul terminal pentru nave de pasageri din Lisabona, Portugalia. Denumit și Terminalul de pasageri Santa Apolónia (în portugheză Terminal de Passageiros de Santa Apolónia), terminalul este proprietatea Portului Lisabona și este concesionat operatorului Lisbon Cruise Terminals, care a investit 23 de milioane de euro în construcția și amenajarea lui în Jardim do Tabaco, în apropierea bulevardului Avenida Infante D. Henrique din freguesia São Vicente.

## Istoric

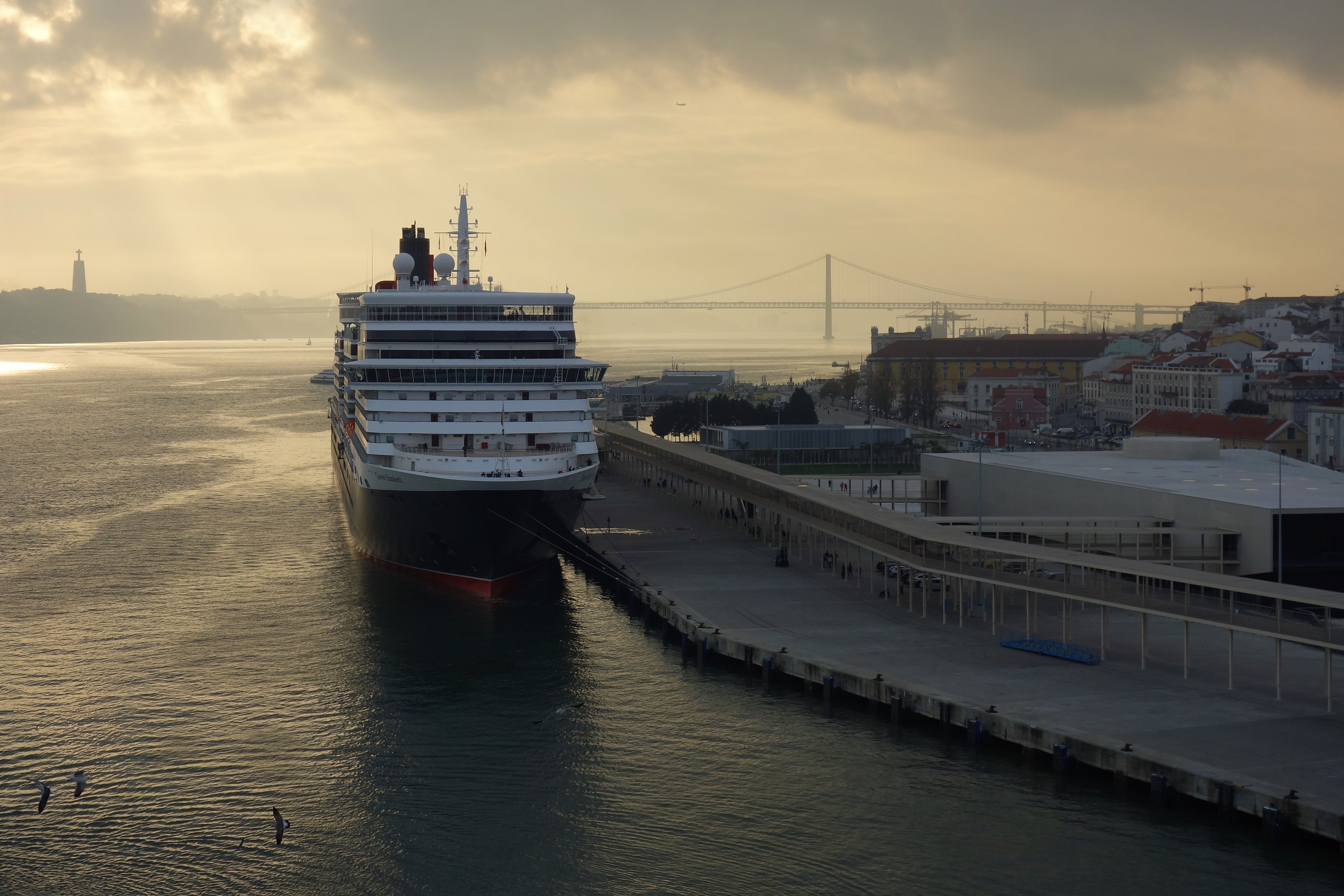
Nava Queen Elizabeth la cheiul Terminalului Santa Apolónia.

Investiția a demarat în luna mai 2010, când Portul Lisabona a lansat un concurs internațional de proiecte privind un nou termina pentru vasele de croazieră. Concursul a fost câștigat de arhitectul portughez João Luís Carrilho da Graça. Contractul de concesiune cu compania Lisbon Cruise Terminals a fost semnat în 2014 și prevedea construcția unei clădiri de 13.800 m2, întinsă pe trei niveluri și capabilă să proceseze aproximativ 800.000 de pasageri pe an.
Cheiul noului terminal, având o suprafață de 1.490 m2, a fost proiectat cu „capacitatea de a permite acostarea navelor de diferite tipuri și dimensiuni, cu un pescaj de până la 12 metri”.
Terminalul permite de asemenea urcarea și coborârea a maximum 4.500 de pasageri în același timp. 
În martie 2017, guvernul portughez a anunțat că terminalul Santa Apolónia va începe să opereze în luna mai a aceluiași an, dar inaugurarea a fost amânată apoi pentru luna iunie din cauza „condițiilor meteorologice adverse” resimțite în Lisabona. Nici această țintă nu a fost atinsă, terminalul fiind deschis parțial în septembrie, închis din nou și inaugurat oficial pe 10 noiembrie 2017, în prezența prim-ministrului António Costa, a Ministrului Mărilor, Ana Paula Vitorino, și a primarului Lisabonei, Fernando Medina.
Investiția totală s-a cifrat la circa 70 de milioane de euro. Pe lângă cei 23 de milioane rezultați din contractul de concesiune cu Lisbon Cruise Terminals, Administrația Portului Lisabona a investit alte 54 de milioane. Contractul de concesiune a presupus transferarea terminalului către Lisbon Cruise Terminals, companie care a fost însărcinată cu construcția, operarea și managementul acestuia pentru o perioadă de de 35 de ani.

## Dotări
Terminalul este dotat cu echipament cu raze X pentru controlul bagajelor. În interiorul clădirii terminalului se află magazine, restaurante, precum și o terasă cu vedere panoramică. Tot în interior sunt disponibile telefoane publice, iar clădirea furnizează internet Wi-Fi gratuit.

## Acces
În apropierea terminalului există o parcare cu o capacitate de 360 de autovehicule și 80 de autocare și taximetre, precum și o stație de shuttle către centrul orașului. Terminalul este deservit de mai multe linii de autobuz ale Carris și este accesibil prin intermediul stației de metrou Santa Apolónia.

## Evenimente
Terminalul pentru vase de croazieră Santa Apolónia va fi gazda, între 2 și 5 iulie 2020, a Tall Ships Race Lisboa 2020, etapa portugheză a competiției internaționale de fregate Tall Ships Races 2020.